# Liga von Cambrai
Liga von Cambrai (1508–1510) 

Agnadello – Padua – Polesella – Mirandola
Heilige Liga (1510/11–1516) 

Brescia – Ravenna – Navarra – St. Mathieu – Novara – Guinegate – Dijon – Flodden Field – La Motta – Marignano
Vertrag von Noyon – Vertrag von Brüssel
Am 10. Dezember 1508 unterzeichneten in Cambrai die Vertreter des französischen Königs Ludwig XII. und Kaiser Maximilians I. einen Bündnisvertrag, dem sich Papst Julius II., der aragonesische König Ferdinand der Katholische, der ungarische König Vladislav II. und der englische König Heinrich VIII. anschlossen. Dieses Bündnis wird Liga von Cambrai genannt.
Gegen die Republik Venedig gewandt, stand der Liga-Vertrag unter ihrem Blickpunkt im Beginn des so genannten Großen Venezianerkrieges. Ungeachtet der vielfältigen Konflikte in der Christenheit, die gleichfalls ausgetragen wurden und andere Namensgebungen ermöglichen würden, fand er seinen Endpunkt 1516 im Vertrag von Noyon.

## Mitglieder
- Kirchenstaat
- Frankreich
- Heiliges Römisches Reich
- Aragón
- Herzogtum Ferrara

## Ziele
Das offizielle Ziel der Liga von Cambrai sollte ein Feldzug gegen die osmanischen Türken sein. Tatsächlich war aber ein Vernichtungsfeldzug gegen die Republik Venedig vorgesehen. Der Papst verkündete am 27. April 1509 gegen Venedig das kirchliche Interdikt.
Die Vertragspartner wollten ihren Machtbereich auf Kosten der Republik Venedig in Italien erweitern. Sie hatten zum Teil gegensätzliche Ziele, die 1510 zum Zerfall der Liga führten.
- Ludwig XII. (1462–1515) wollte seine Herrschaft im Herzogtum Mailand festigen. Er begründete seinen Anspruch auf das Herzogtum mit seiner Abstammung von der ehemaligen Herzogsfamilie Visconti. Ludwigs Großeltern waren Valentina Visconti und Ludwig von Orléans (1372–1407). Ludwig XII. war mit der Republik Venedig verbündet; aufgrund der mangelhaften Bündnistreue der Venezianer war er aber bereit, die Seiten zu wechseln. Im Vertrag von Cambrai wurde ihm die Stadt Brescia zugesichert. Gleichzeitig musste er sich verpflichten, seinen Krieg gegen das Königreich Navarra zu beenden.
- Maximilian I. (1459–1519) wollte reichsrechtliche Ansprüche in Oberitalien erneuern bzw. das Loslösen Italiens vom Reich verhindern. Der Reichstag von 1507 bestätigte Maximilian die finanzielle und militärische Unterstützung bei diesem Vorhaben. Maximilian war seit 1493 in zweiter Ehe mit Bianca Maria Sforza (1472–1510) verheiratet. Sie war eine Nichte des 1499/1500 gestürzten Herzogs von Mailand, Ludovico il Moro (1452–1508). Am 4. Februar 1508 wurde Maximilian in Trient mit Zustimmung des Papstes zum „Erwählten Römischen Kaiser“ ernannt. Französische und venezianische Truppen verhinderten den geplanten Romzug Maximilians zur Kaiserkrönung. Der Vertrag von Cambrai sicherte ihm den Besitz der Stadt Verona zu. Maximilian wurde aufgefordert, sich nicht für die Interessen seines Enkels Karl, des späteren Kaisers Karl V. (1500–1558), im Herzogtum Geldern politisch zu engagieren.
- Papst Julius II. (1443–1513) wollte einen starken Kirchenstaat schaffen. Des Weiteren wollte er Italien unter päpstlicher Herrschaft einigen. Gleichzeitig sollten alle französischen, deutschen und spanischen Truppen aus Italien vertrieben werden. Der Vertrag von Cambrai sicherte ihm die Herrschaft über die Stadt Ravenna zu.
- Ferdinand der Katholische von Aragon (1452–1516) wollte die Herrschaft der Aragonesen in Süditalien festigen bzw. ausbauen. Ferdinand sollte gemäß Vertrag die Stadt Otranto und andere Gebiete an der Adriaküste erhalten.

## Auseinandersetzung mit Venedig
Die Venezianer konnten 40.000 Söldner anwerben. Im Frühjahr 1509 gelang es dem venezianischen Condottiere Bartolomeo d’Alviano, die Städte Görz, Triest und Fiume zu erobern. Um weiteres Unheil zu verhindern, schloss Maximilian Ende April 1509 einen Waffenstillstand mit der Republik Venedig. Im Mai 1509 siegte das Heer der Liga von Cambrai in der Schlacht von Agnadello unter Führung des aus Mailand stammenden Condottiere Gian Giacomo Trivulzio. Dieser hatte dem 1499/1500 von Ludwig XII. vertriebenen ehemaligen Mailänder Herzog Ludovico il Moro gedient und war im Herkommen das Haupt der lombardischen Guelfen. Seit 1499 war er französischer Gouverneur von Mailand, wurde vor dem Krieg gegen Venedig jedoch bereits durch Charles d’Amboise abgelöst. Der venezianische Condottiere Bartolomeo d’Alviano geriet in Gefangenschaft.
Die Venezianer gaben sich jedoch nicht geschlagen. Sie eroberten Padua und Treviso und befestigten die Stadtmauern dieser Städte. Nachdem Maximilian im August 1509 in Italien einmarschiert war, belagerte er beide Städte 40 Tage lang. Nach der Zerstörung der Stadtmauern von Padua und Treviso schlossen Maximilian und Venedig Frieden. Gegen Gebietsabtretungen der Venezianer kam es schließlich auch zum Friedensschluss mit dem Papst und dem König von Aragon. So gelang es den Diplomaten der Republik Venedig, den König von Frankreich zu isolieren.
Am 24. Februar 1510 zog der Papst das Interdikt gegen die Republik Venedig zurück. Damit endet das Bündnis der Liga von Cambrai.
Da Frankreich in Italien zu mächtig wurde, schloss der Papst mit Venedig, dem Kaiser und dem König von Aragonien 1511 die Heilige Liga. Das politische Ziel der neuen Koalition war die Vertreibung der Franzosen aus Italien.